# Dipartimento della Mosa Inferiore
Dipartimento della Mosa Inferiore era il nome di un dipartimento del Primo Impero francese, corrispondente approssimativamente agli attuali Limburgo belga e Limburgo olandese. Il dipartimento ebbe origine a seguito dell'annessione di Liegi alla Francia avvenuta nel 1793 e la conquista di Maastricht avvenuta nel 1794 da parte dell'esercito francese, sotto il comando del Generale Kléber.
Il capoluogo era Maastricht ed il nome era dovuto al fatto che al suo interno scorreva il tratto inferiore del fiume Mosa. Fu ufficializzato quale dipartimento francese nel 1795 e suddiviso negli arrondissement di Maastricht, Hasselt e Roermond.
Si stima che nel 1813, su una superficie di 3 786 km², avesse 267 249 abitanti.
Il dipartimento fu eliminato con la costituzione del Regno Unito dei Paesi Bassi dopo la sconfitta di Napoleone nel 1814.